# Ron Marinaccio
Ronald James Marinaccio (Toms River, 1° luglio 1995) è un giocatore di baseball statunitense, di ruolo lanciatore, che gioca per i San Diego Padres (MLB).
In precedenza ha giocato in MLB con i New York Yankees, con cui ha debuttato nelle Majors nella stagione 2022.